# О-де-Босдаррос
О-де-Босдарро́с (фр. Haut-de-Bosdarros) — коммуна во Франции, находится в регионе Аквитания. Департамент — Атлантические Пиренеи. Входит в состав кантона Узом, Гав и Рив-дю-Не. Округ коммуны — По.
Код INSEE коммуны — 64257.

## География

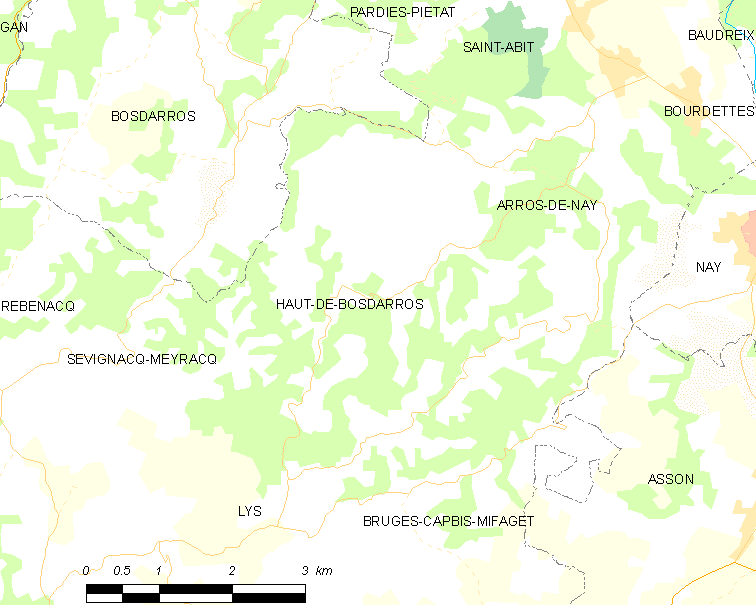
Карта коммуны

Коммуна расположена приблизительно в 670 км к югу от Парижа, в 190 км южнее Бордо, в 15 км к югу от По.

### Климат
Климат тёплый океанический. Зима мягкая, средняя температура января — от +5°С до +13°С, температуры ниже −10 °C бывают редко. Снег выпадает около 15 дней в году с ноября по апрель. Максимальная температура летом порядка 20-30 °C, выше 35 °C бывает очень редко. Количество осадков высокое, порядка 1100 мм в год. Характерна безветренная погода, сильные ветры очень редки.

## Население
Население коммуны на 2010 год составляло 286 человек.
| 1962 | 1968 | 1975 | 1982 | 1990 | 1999 | 2010 |
| ---- | ---- | ---- | ---- | ---- | ---- | ---- |
| 278  | 245  | 226  | 253  | 267  | 251  | 286  |

## Администрация
| Период | Период | Фамилия        | Партия                  | Примечания                   |
| ------ | ------ | -------------- | ----------------------- | ---------------------------- |
| 2001   | 2020   | Жан Аррьюберже | Социалистическая партия | генеральный советник кантона |
| с 2020 |        | Седрик Мадек   |                         |                              |

## Экономика
В 2010 году среди 189 человек трудоспособного возраста (15-64 лет) 150 были экономически активными, 39 — неактивными (показатель активности — 79,4 %, в 1999 году было 66,3 %). Из 150 активных жителей работали 134 человека (70 мужчин и 64 женщины), безработных было 16 (7 мужчин и 9 женщин). Среди 39 неактивных 8 человек были учениками или студентами, 19 — пенсионерами, 12 были неактивными по другим причинам.

## Фотогалерея

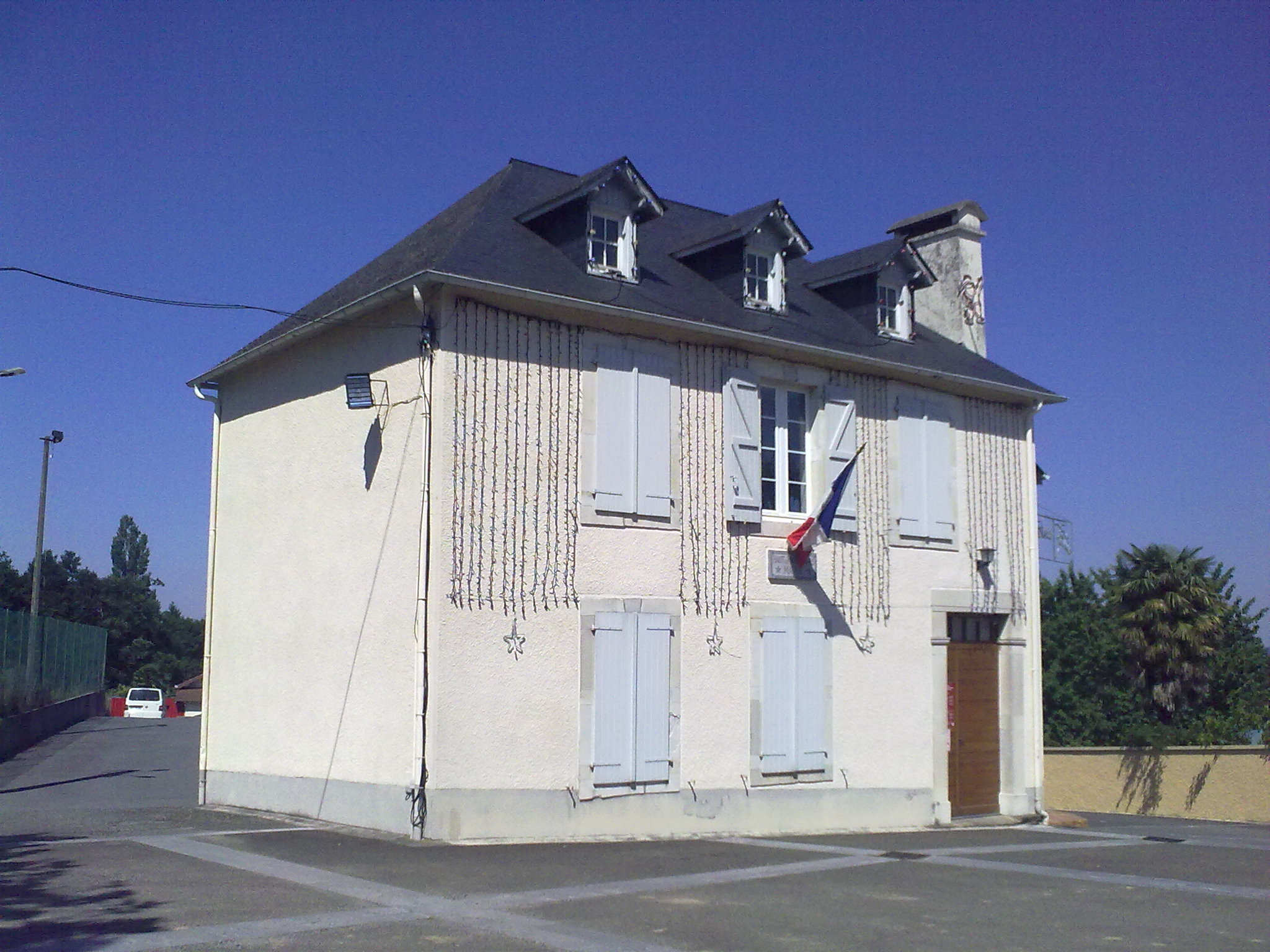
Мэрия
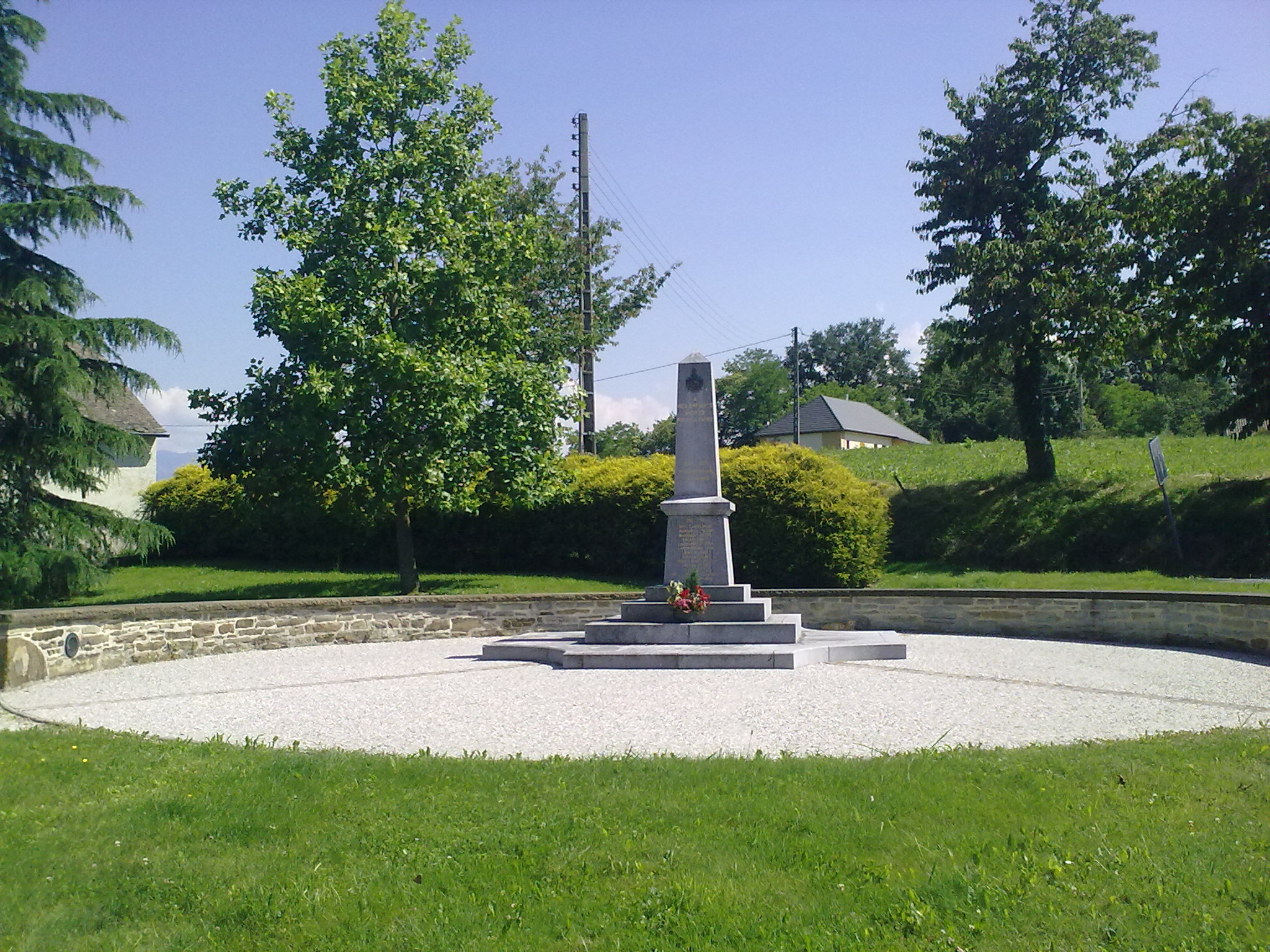
Военный мемориал
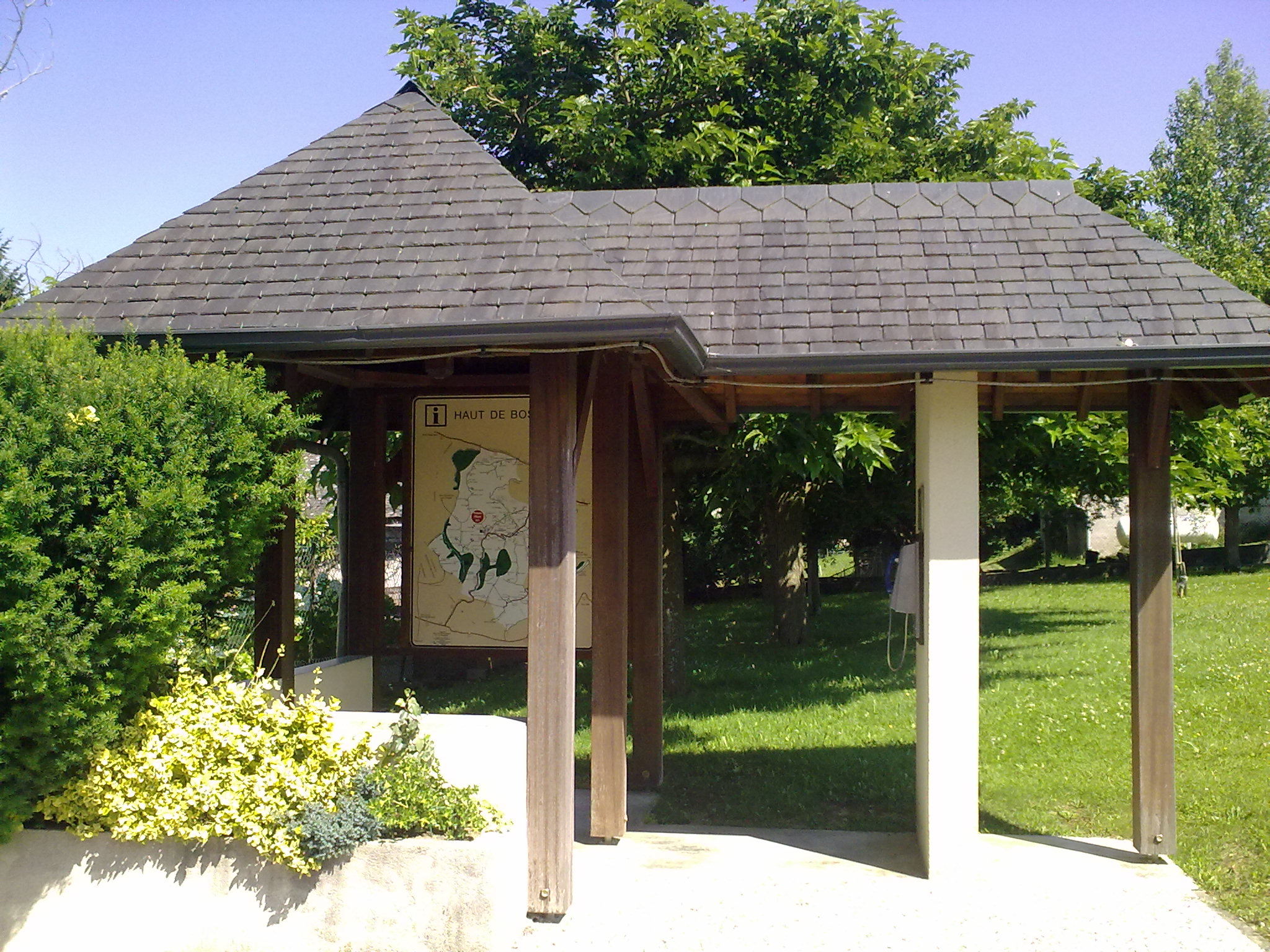
Автобусная остановка
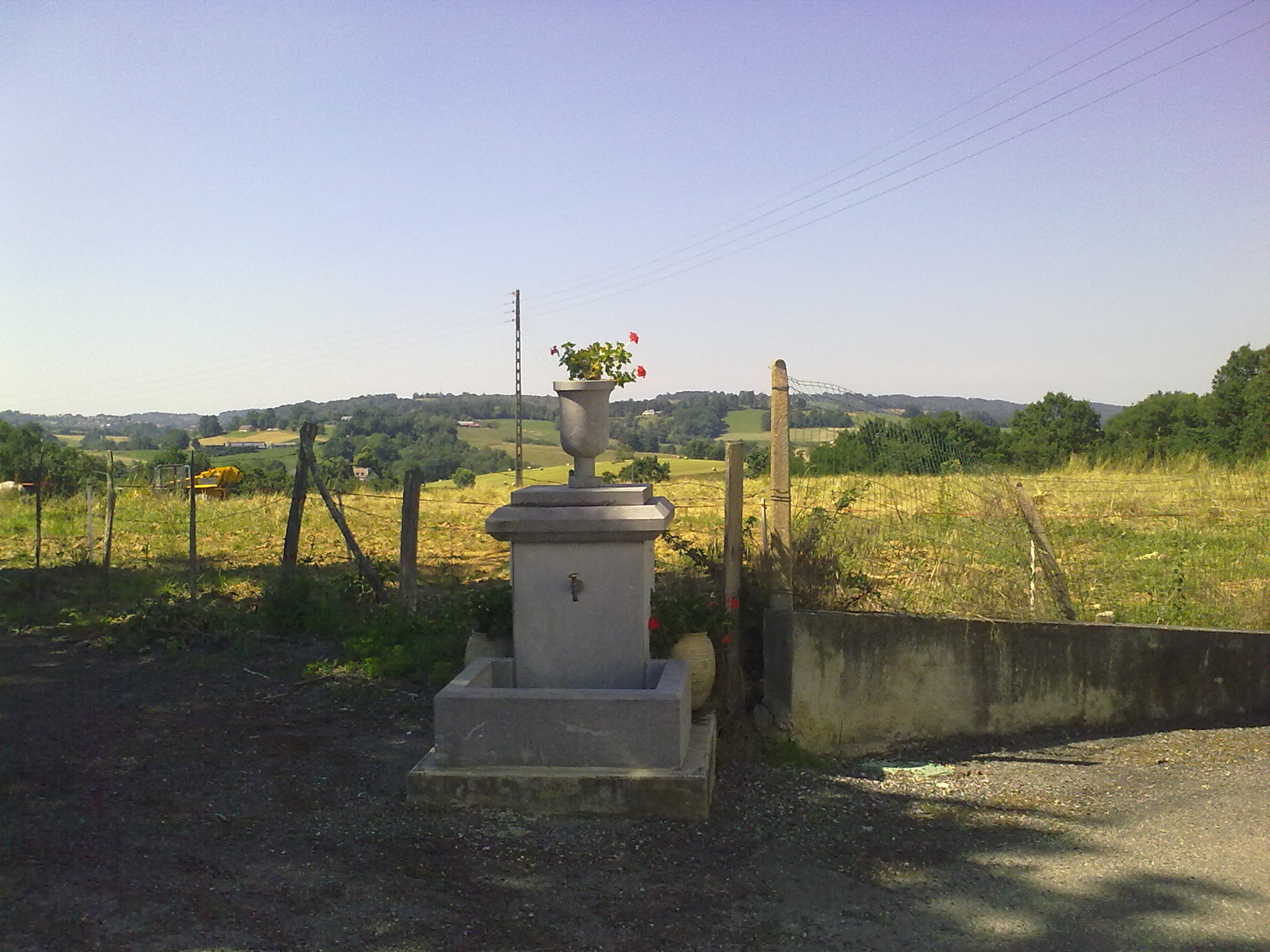
Источник водоснабжения
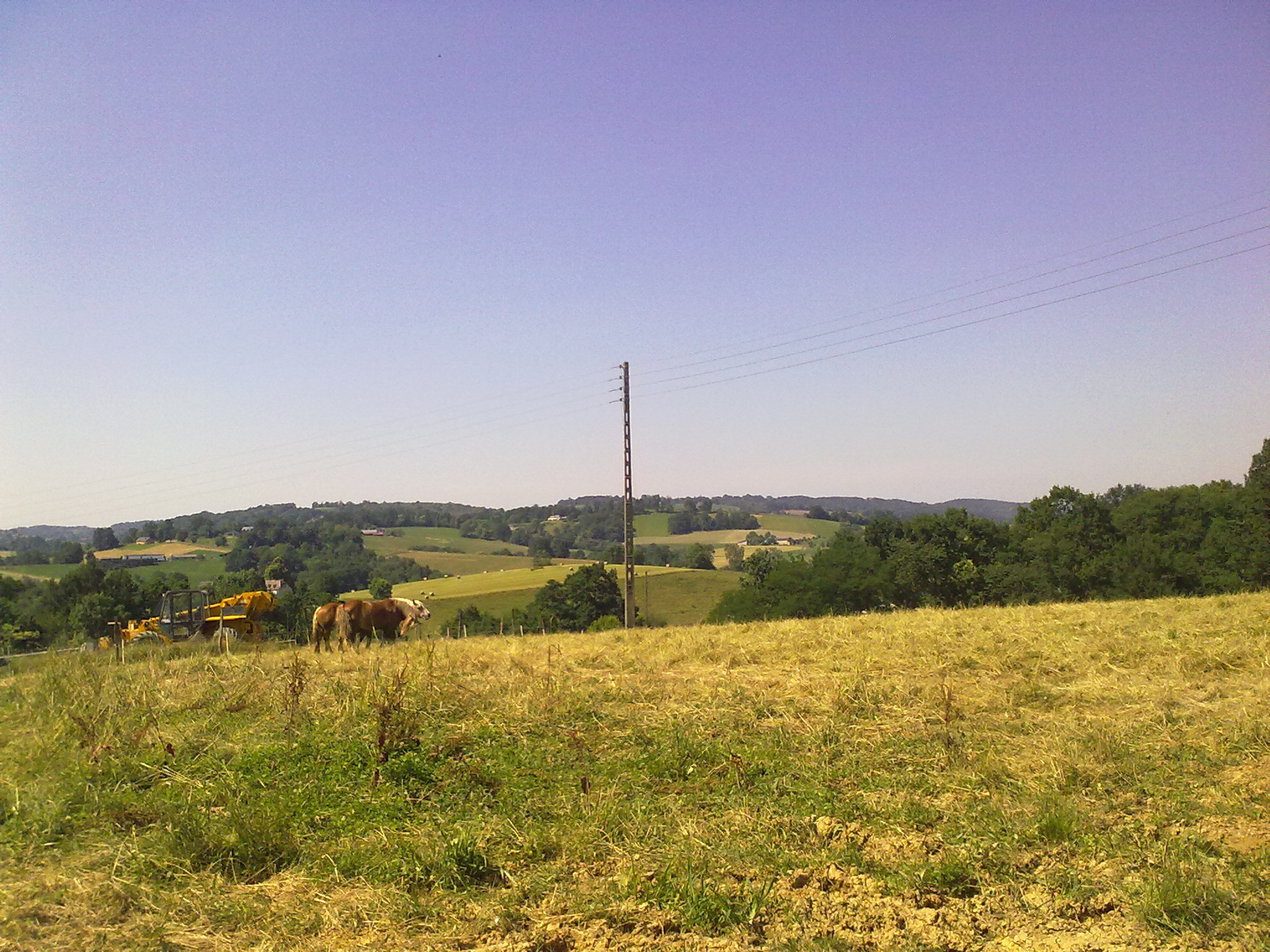